# Whymperia ferrugata
Whymperia ferrugata är en stekelart som beskrevs av Dmitriy R. Kasparyan och Ruiz-cancino 2005. Whymperia ferrugata ingår i släktet Whymperia och familjen brokparasitsteklar. Inga underarter finns listade i Catalogue of Life.